# Jombor (Ceper)
Jombor is een bestuurslaag in het regentschap Klaten van de provincie Midden-Java, Indonesië. Jombor telt 2722 inwoners (volkstelling 2010).